# Takashi Usami
Takashi Usami (宇佐美 貴史, Usami Takashi) é um futebolista japonês que atua como meia. Atualmente joga pelo Gamba Osaka.

## Carreira

### Gamba Osaka
Usami fez história quando estreou pelo Gamba Osaka quando tinha apenas 17 anos e 14 dias, batendo o recorde de Junichi Inamoto. Usami quebrou essa marca no dia 20 de maio de 2011 contra o FC Seoul pela Liga dos Campeões da Ásia. Em 2010, ele tornou-se uma cara mais regular na equipa Gamba Osaka e foi nomeado como Melhor Jogador Jovem da Liga J. na cerimônia de premiação anual em 6 de dezembro.Best Young Player .

### Bayern
No dia 27 de junho de 2011, foi confirmado o empréstimo de Usami ao FC Bayern München sendo o primeiro Japonês a jogar no Bayern de Munique. No clube bávaro, porém, teve pouquíssimo espaço devido a fortíssima concorrência. Atuou em apenas três partidas na Bundesliga pela equipe principal, e chegou a ser "rebaixado" para o Bayern de Munique II, a equipe B do Bayern.

### Hoffenheim
Para a temporada 2012–2013, foi novamente emprestado, desta vez ao Hoffenheim.

## Artilharias
Seleção Japonesa
- Copa Sendai (Sub-19): 2010 (2 gols)